# كرايغ ميتشيل (لاعب اتحاد الرغبي)
كرايغ ميتشيل (بالإنجليزية: Craig Mitchell)‏ هو لاعب اتحاد الرغبي بريطاني، ولد في 3 مايو 1986 في نيث ‏ في المملكة المتحدة.

## وصلات خارجية
- كريغ ميتشيل على موقع دوري الرغبي الممتاز (الإنجليزية)
- كريغ ميتشيل عل موقع إسبنسكروم (الإنجليزية)
- كريغ ميتشيل على موقع ItsRugby.co.uk (الإنجليزية)